# Mioxena longispinosa
Espèce
Mioxena longispinosa est une espèce d'araignées aranéomorphes de la famille des Linyphiidae.

## Distribution
Cette espèce est endémique d'Angola.

## Publication originale
- Miller, 1970 : Spinnenarten der Unterfamilie Micryphantinae und der Familie Theridiidae aus Angola. Publicações culturais, Companhia de Diamantes de Angola, vol. 82, p. 75-166.